# Datation lutécium-hafnium
La datation lutécium-hafnium est une méthode de datation radiométrique qui repose sur la radioactivité β− de l'isotope 176Lu vers 176Hf. La demi-vie de 176Lu est de 3,86 × 109 ans (la constante de désintégration associée est λ = 1,80 × 10−9 a−1) ; la méthode peut donc être utilisée pour la détermination d'âges de l'ordre du milliard d'années. Son emploi pose cependant des difficultés d'ordre technique.

## Principe

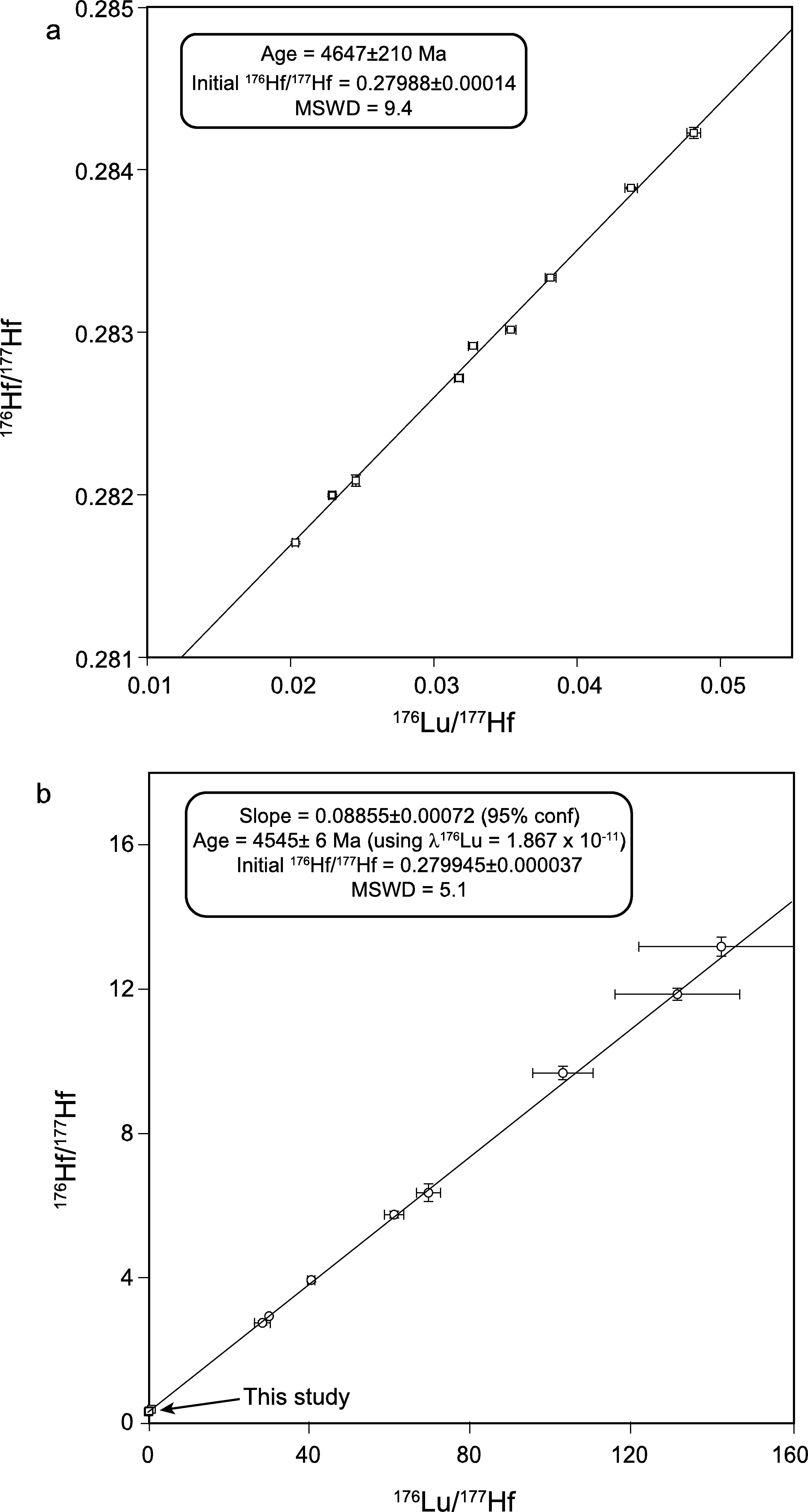
Exemples d'isochrones Lu-Hf obtenues pour la météorite Richardton.

La désintégration du 176Lu en 176Hf fournit un chronomètre permettant d'obtenir l'âge d'un échantillon.

### Méthode isochrone
À un âge {\displaystyle t} donné et pour différents échantillons ayant la même origine géologique, on a la relation :
{\displaystyle \left({\frac {{}^{176}\mathrm {Hf} }{{}^{177}\mathrm {Hf} }}\right)_{t}=(e^{\lambda t}-1)\,\left({\frac {{}^{176}\mathrm {Lu} }{{}^{177}\mathrm {Hf} }}\right)_{t}+\left({\frac {{}^{176}\mathrm {Hf} }{{}^{177}\mathrm {Hf} }}\right)_{0}}
où {\displaystyle y=\left({\tfrac {{}^{176}\mathrm {Hf} }{{}^{177}\mathrm {Hf} }}\right)_{t}}, {\displaystyle x=\left({\tfrac {{}^{176}\mathrm {Lu} }{{}^{177}\mathrm {Hf} }}\right)_{t}} et {\displaystyle b=\left({\tfrac {{}^{176}\mathrm {Hf} }{{}^{177}\mathrm {Hf} }}\right)_{0}} désignent respectivement la proportion mesurée expérimentalement de 176Hf par rapport au 177Hf (dont la quantité reste stable au cours du temps), celle de 176Lu, et la proportion initiale de 176Hf ; on y reconnait l'équation d'une droite {\displaystyle y=ax+b} dont le coefficient directeur a vaut {\displaystyle e^{\lambda t}-1} et l'ordonnée à l'origine b vaut {\displaystyle \left({\tfrac {{}^{176}\mathrm {Hf} }{{}^{177}\mathrm {Hf} }}\right)_{0}} (généralement appelé « rapport initial »).
Par conséquent si l'on arrive à mesurer {\displaystyle \left({\tfrac {{}^{176}\mathrm {Hf} }{{}^{177}\mathrm {Hf} }}\right)_{t}} et {\displaystyle \left({\tfrac {{}^{176}\mathrm {Lu} }{{}^{177}\mathrm {Hf} }}\right)_{t}} dans différents échantillons qui se sont formés au même moment avec une même valeur initiale du rapport initial, par exemple différents minéraux d'une même roche, on peut grâce à une régression linéaire obtenir une équation de droite appelée isochrone, de coefficient directeur a et d'ordonnée à l'origine b. L'âge {\displaystyle t} cherché est alors :
{\displaystyle t={\frac {\log(1+a)}{\lambda }}}.
Le rapport initial {\displaystyle \left({\tfrac {{}^{176}\mathrm {Hf} }{{}^{177}\mathrm {Hf} }}\right)_{0}=b} est également utile, pour discuter l'origine de la roche étudiée (sa pétrogenèse).

## Inconvénients de la méthode
- La concentration en lutécium dans la plupart des roches est faible, généralement inférieure à 1 ppm, ce qui rend les mesures difficiles[1];
- Le rapport {\displaystyle \left({\frac {{}^{176}\mathrm {Lu} }{{}^{177}\mathrm {Hf} }}\right)_{t}} varie peu suivant les différents échantillons, ce qui rend la régression linéaire peu précise[1];
- La spectrométrie de masse de l'hafnium est difficile, ce qui rend délicate la mesure de {\displaystyle \left({\frac {{}^{176}\mathrm {Hf} }{{}^{177}\mathrm {Hf} }}\right)_{t}}[1].

La méthode lutécium-hafnium nécessite donc davantage de moyens technologiques que d'autres techniques comme la datation rubidium-strontium.

## Applications
- L'âge des gneiss d'Amitsoq (ceb) a été estimé à 3,55 milliards d'années grâce à une datation lutécium-hafnium, ce résultat étant cohérent avec ceux obtenus sur ces mêmes roches via les méthodes uranium-plomb et rubidium-strontium[1].